# Journal of Philosophy
The Journal of Philosophy (рус. Журнал философии) — американский ежемесячный рецензируемый научный журнал по философии.

## История
Журнал был создан в 1904 году в Колумбийском университете, как «Журнал философии, психологии и научных методов», современное название — с 1921 г. Подписка и онлайн-доступ осуществляются Центром документации философии.  Его целью заявлена «публикация актуальных философских статей и стимулирование обмена идеями, особенно в области изучения границ между философией и другими дисциплинами».

### Наиболее примечательные статьи
- «Quantifiers and Propositional Attitudes» (1956) — W. V. O. Quine
- «Actions, Reasons, and Causes» (1963) — Donald Davidson
- «An Argument for the Identity Theory» (1966) — David Kellogg Lewis
- «Ontological Relativity» (1968) — W.V.O. Quine
- «Alternate Possibilities and Moral Responsibility» (1969) — Harry Frankfurt[англ.]
- «Epistemic Operators» (1970) — Fred Dretske[англ.]
- «Intentional Systems» (1971) — Daniel C. Dennett
- «Freedom of the Will and the Concept of a Person» (1971) — Harry Frankfurt
- «Causation, Nomic Subsumption, and the Concept of Event» (1973) — Jaegwon Kim[англ.]
- «Meaning and Reference» (1973) — Hilary Putnam
- «Outline of a theory of truth» (1975) — Saul Kripke
- «Kantian Constructivism in Moral Theory» (1980) — John Rawls
- «Eliminative Materialism and the Propositional Attitudes» (1981) — Paul M. Churchland[англ.]
- «Skepticism about Practical Reason» (1986) — Christine Korsgaard[англ.]
- «Individualism and Self-Knowledge» (1988) — Tyler Burge
- «Why Abortion is Immoral» (1989) — Don Marquis[англ.]
- «The Dewey Lectures: What Kind of Creatures Are We?» (2013) — Noam Chomsky